# Rostsidig honungsfågel
Rostsidig honungsfågel (Ptiloprora erythropleura) är en fågel i familjen honungsfåglar inom ordningen tättingar.

## Utbredning och systematik
Rostsidig honungsfågel delas in i två underarter:
- P. e. erythropleura – förekommer på nordvästra Nya Guinea (Vogelkophalvön)
- P. e. dammermani – förekommer i Central Highlands på Nya Guinea

## Status
IUCN kategoriserar arten som livskraftig.